# Flávio Teixeira
Murtosa, właśc. Flavio Teixeira (ur. 14 stycznia 1951 w Pelotas) – brazylijski piłkarz, później trener i asystent trenera. Obecnie ma obywatelstwo portugalskie.
Ukończył studia sportowe w Wyższej Szkole Wychowania Fizycznego w Rio Grande do Sul i zadebiutował w zespole technicznym. W latach 1967–1977 grał w klubach Esporte Clube Pelotas oraz Grêmio Esportivo Brasil.

## Współpraca ze Scolarim
Po zakończeniu kariery zawodniczej został asystentem trenera Luiza Felipe Scolariego. Razem z nim wywalczył 17 trofeów:
- Al Qadsia

Kuwait Emir Cup: 1989
- Kuwejt

Puchar Zatoki Perskiej: 1990
- Criciúma EC

Copa do Brasil: 1991
- Grêmio Porto Alegre

Campeonato Gaúcho: 1987, 1995, 1996

Copa do Brasil: 1994

Copa Libertadores: 1995

Campeonato Brasileiro Série A: 1996

Recopa Sudamericana: 1996
- SE Palmeiras

Copa do Brasil: 1998

Copa Mercosur: 1998

Copa Libertadores: 1999

Torneio Rio – São Paulo: 2000
- Cruzeiro EC

Copa Sul-Minas: 2001
- Brazylia

Mistrzostwa świata: 2002
- Bunyodkor Taszkent

Oʻzbekiston PFL: 2009